# Charlot boxeur
Pour plus de détails, voir Fiche technique et Distribution.
Charlot boxeur (titre original : The Champion) est un film américain réalisé par Charles Chaplin, sorti le 11 mars 1915.

## Synopsis
Pour se faire un peu d'argent, un vagabond entre dans une salle d'entrainement de boxe pour se proposer comme partenaire d'entraînement d'un champion. Au rythme où le champion épuise ses partenaires, le vagabond en vient vite à regretter son audace.

## Fiche technique
- Titre : Charlot boxeur
- Titre original : The Champion
- Réalisation : Charlie Chaplin
- Scénario : Charlie Chaplin
- Photographie : Harry Ensign
- Montage : Charlie Chaplin
- Musique : Robert Israel
- Producteur : Jess Robbins
- Société de production : The Essanay Film Manufacturing Company
- Société de distribution : The Essanay Film Manufacturing Company - General Film Company
- Pays d’origine :  États-Unis
- Langue : film muet avec les intertitres en anglais
- Format : Noir et blanc — 35 mm — 1,33:1 — Muet
- Genre : Comédie
- Durée : 20 minutes
- Date de sortie : 11 mars 1915

## Distribution
- Charles Chaplin : Le boxeur
- Edna Purviance : La fille de l'entraîneur
- Ernest Van Pelt : Spike Dugan
- Leo White : Parieur
- Bud Jamison : Bob Uppercut, le champion
- Lloyd Bacon : Deuxième partenaire d'entraînement
- Carl Stockdale : Partenaire d'entraînement
- Billy Armstrong : Partenaire d'entraînement
- Paddy McGuire : Partenaire d'entraînement

## À noter
- Le film se décompose en trois scènes : l'entraînement du champion, l'entraînement du vagabond devenu challenger, et le match de boxe. Les scènes d'entraînement cumulent jonglerie et numéros d'acrobates, et le duel final est très chorégraphié. La séquence du match de boxe des Lumières de la ville doit d'ailleurs beaucoup à ce court-métrage dont elle s'inspire en grande partie.